# Hymeniacidon vernonensis
Hymeniacidon vernonensis är en svampdjursart som beskrevs av Hooper, Cook, Hobbs och Kennedy 1997. Hymeniacidon vernonensis ingår i släktet Hymeniacidon och familjen Halichondriidae. Inga underarter finns listade i Catalogue of Life.